# ハリラ

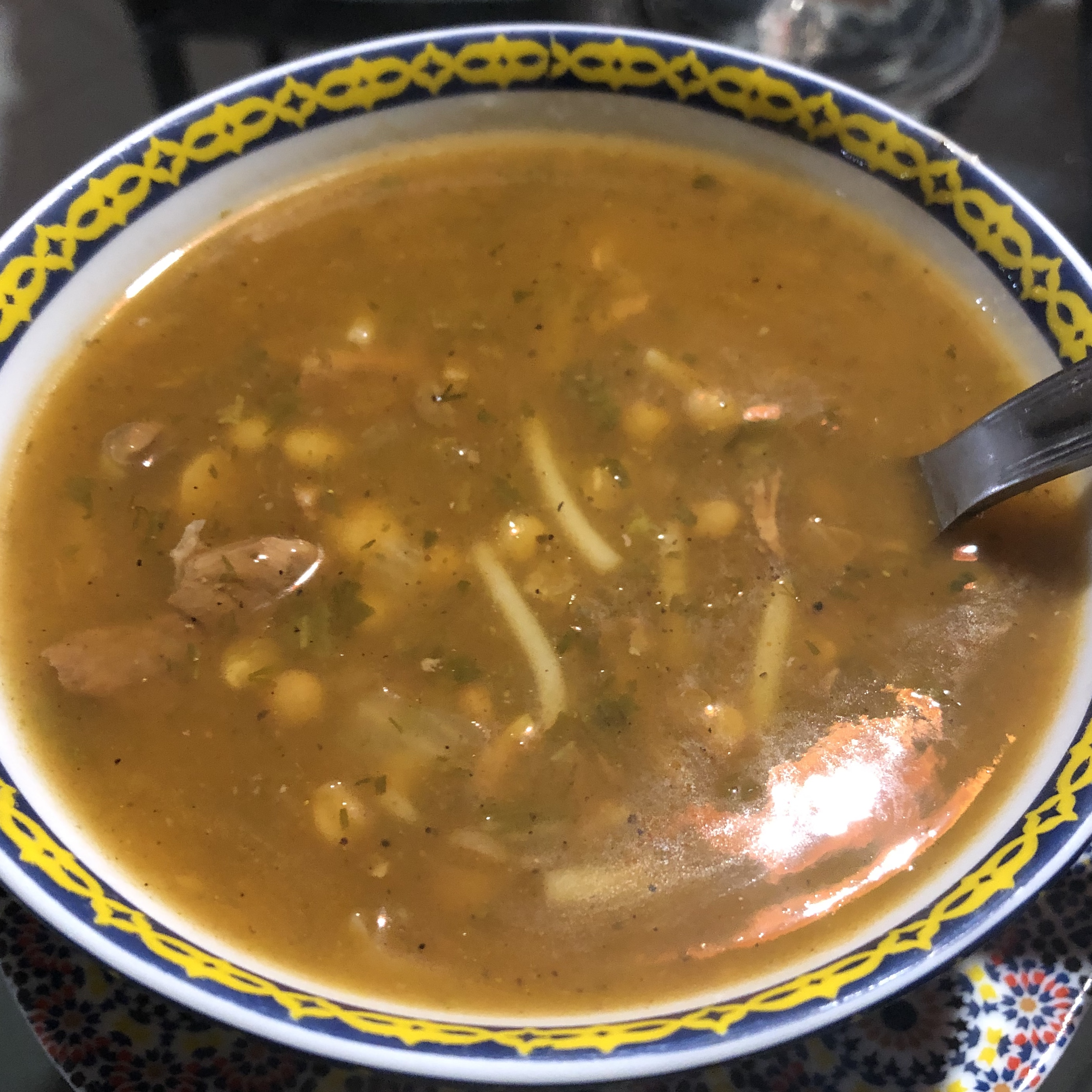
カサブランカのハリラ

ハリラ（アラビア語: الحريرة, al-ḥarīra）は、モロッコとアルジェリアの伝統的なスープ。アルジェリアのハリラは、レンズマメを入れない点でモロッコのハリラと異なる。前菜として人気だが、軽食としても好まれる。ラマダン期間中によくつくられるが、それ以外の時期にも目にすることができる。
ムスリムはイフタル（ラマダン期間中の夕食）、ユダヤ教徒はヨム・キプールの断食明けにそれぞれ食べる。

## 歴史
ユダヤ人の料理の研究者であるジル・マークスによると、モロッコの発祥である。

## 作り方
基本の材料は下記の通りだが、地方により異なる。
- タドゥイーラ（小麦粉と水を混ぜて練ったもの）
- トマト
- レンズマメ
- ヒヨコマメ
- ソラマメ
- タマネギ
- 米
- 溶き卵
- 少量の肉（牛肉、ラム肉または鶏肉）
- オリーブ油（スプーン1杯から2杯）

肉（主にラム肉）はシナモンやショウガ、ターメリック、サフラン、コリアンダーやパセリなどの新鮮なハーブでしっかりと下味をつける。
最後にレモンジュースを加える。一晩寝かせるとよりよい味になる。
塩やクミンをかけたゆで卵、ナツメヤシやイチジクなどのドライフルーツ、蜂蜜を使った菓子や自家製のパンやクレープなどとともに提供されることが多い。